# 6. Biathlon-Weltcup 2021/22 (Ruhpolding)
Der 6. Weltcup der Biathlon-Saison 2021/22 fand im  oberbayrischen Ruhpolding statt. Die Wettkämpfe wurden, nach einem Jahr Pause, in der Chiemgau-Arena zwischen dem 10. und 16. Januar 2022 ausgetragen.

## Wettkampfprogramm
| Datum        | Männer    | Männer               | Frauen    | Frauen             |
| ------------ | --------- | -------------------- | --------- | ------------------ |
| Mi, 12.01.22 |           |                      | 14:30 Uhr | Sprint (7,5 km)    |
| Do, 13.01.22 | 14:30 Uhr | Sprint (10 km)       |           |                    |
| Fr, 14.01.22 |           |                      | 14:30 Uhr | Staffel (4 • 6 km) |
| Sa, 15.01.22 | 14:30 Uhr | Staffel (4 • 7,5 km) |           |                    |
| So, 16.01.22 | 12:45 Uhr | Verfolgung (12,5 km) | 14:45 Uhr | Verfolgung (10 km) |

## Teilnehmende Nationen und Athleten
| Nation               | Anzahl               | Athlet | Athletin |
| Europa (23 Nationen) | Europa (23 Nationen) | Europa (23 Nationen) | Europa (23 Nationen) |
| -------------------- | -------------------- | --- | --- |
| Belarus              | 5+6                  | Maksim Warabej, Raman Jaljotnau, Mikita Labastau, Dsmitryj Lasouski, Anton Smolski                                                   | Dsinara Alimbekawa, Irina Krutschinkina, Jelena Krutschinkina, Iryna Leschtschanka, Alina Piltschuk, Hanna Sola             |
| Belgien              | 4+1                  | César Beauvais, Florent Claude, Pjotr Dielen, Tom Lahaye-Goffart                                                                     | Lotte Lie |
| Bulgarien            | 4+(4)                | Dimitar Gerdschikow, Wladimir Iliew, Anton Sinapow, Blagoj Todew                                                                     | Walentina Dimitrowa, Daniela Kadewa (nur Staffel), Marija Sdrawkowa, Milena Todorowa                                        |
| Deutschland          | 6+6                  | Benedikt Doll, Philipp Horn, Erik Lesser, Philipp Nawrath, Roman Rees, David Zobel                                                   | Denise Herrmann, Franziska Hildebrand, Vanessa Hinz, Hanna Kebinger, Vanessa Voigt, Marion Wiesensarter                     |
| Estland              | 3+4                  | Kalev Ermits, Raido Ränkel (nur Staffel), Kristo Siimer, Rene Zahkna                                                                 | Susan Külm, Regina Oja, Johanna Talihärm, Tuuli Tomingas                                                                    |
| Finnland             | (5)+4                | Tuomas Harjula (nur Staffel), Olli Hiidensalo, Heikki Laitinen, Jaakko Ranta, Tero Seppälä                                           | Mari Eder, Nastassja Kinnunen, Venla Lehtonen, Suvi Minkkinen                                                               |
| Frankreich           | 6+6                  | Fabien Claude, Simon Desthieux, Quentin Fillon Maillet, Antonin Guigonnat, Émilien Jacquelin, Éric Perrot                            | Anaïs Bescond, Paula Botet, Justine Braisaz-Bouchet, Chloé Chevalier, Anaïs Chevalier-Bouchet, Julia Simon                  |
| Italien              | 5+5                  | Didier Bionaz, Thomas Bormolini, Tommaso Giacomel, Lukas Hofer, Dominik Windisch                                                     | Michela Carrara, Samuela Comola, Federica Sanfilippo, Lisa Vittozzi, Dorothea Wierer                                        |
| Kroatien             | 1+1                  | Krešimir Crnković | Anika Kožica |
| Lettland             | 3+3                  | Rudis Balodis, Edgars Mise, Aleksandrs Patrijuks                                                                                     | Baiba Bendika, Sandra Buliņa, Sanita Buliņa                                                                                 |
| Litauen              | 4                    | Linas Banys, Karol Dombrovski, Tomas Kaukėnas, Vytautas Strolia                                                                      | |
| Moldau               | (4)+2                | Pawel Magasejew (nur Staffel), Maxim Makarow, Andrei Ussow (nur Staffel), Michail Ussow                                              | Alla Ghilenko, Alina Stremous                                                                                               |
| Norwegen             | 6+6                  | Aleksander Fjeld Andersen, Sverre Dahlen Aspenes, Erlend Bjøntegaard, Håvard Gutubø Bogetveit, Johannes Dale, Sindre Fjellheim Jorde | Juni Arnekleiv, Tiril Eckhoff, Karoline Erdal, Ragnhild Femsteinevik, Karoline Offigstad Knotten, Marte Olsbu Røiseland     |
| Österreich           | 4+5                  | Simon Eder, Patrick Jakob, David Komatz, Harald Lemmerer                                                                             | Lisa Hauser, Katharina Innerhofer, Anna Juppe (nur Staffel), Christina Rieder, Julia Schwaiger                              |
| Polen                | 4+4                  | Jan Guńka, Grzegorz Guzik, Łukasz Szczurek, Marcin Zawół                                                                             | Monika Hojnisz-Staręga, Anna Mąka, Natalia Tomaszewska, Kamila Żuk                                                          |
| Rumänien             | (4)+(4)              | Florin-Catalin Buta (nur Staffel), George Colțea (nur Staffel), Cornel Puchianu, Dmitri Schamajew                                    | Jelena Tschirkowa, Enikő Márton (nur Staffel), Anastassija Tolmatschowa (nur Staffel), Natalja Uschkina                     |
| Russland             | 6+6                  | Anton Babikow, Said Karimulla Chalili, Alexander Loginow, Alexander Powarnizyn, Daniil Serochwostow, Maxim Zwetkow                   | Irina Kasakewitsch, Swetlana Mironowa, Uljana Nigmatullina, Kristina Reszowa, Anastassija Schewtschenko, Walerija Wasnezowa |
| Schweden             | 6+(7)                | Oskar Brandt, Peppe Femling, Jesper Nelin, Martin Ponsiluoma, Sebastian Samuelsson, Malte Stefansson                                 | Mona Brorsson, Anna Magnusson, Stina Nilsson, Elvira Öberg, Hanna Öberg, Linn Persson, Johanna Skottheim (nur Staffel)      |
| Schweiz              | (5)+(6)              | Joscha Burkhalter, Jeremy Finello (nur Staffel), Niklas Hartweg, Sebastian Stalder, Martin Jäger                                     | Amy Baserga, Irene Cadurisch (nur Staffel), Aita Gasparin, Elisa Gasparin, Selina Gasparin, Lena Häcki                      |
| Slowakei             | (4)+(4)              | Matej Baloga (nur Staffel), Šimon Bartko, Michal Šíma, Tomáš Sklenárik                                                               | Ivona Fialková, Paulína Fialková, Júlia Machyniaková (nur Staffel), Mária Remeňová                                          |
| Slowenien            | (6)+(4)              | Klemen Bauer, Alex Cisar, Miha Dovžan, Jakov Fak, Lovro Planko, Rok Tršan (nur Staffel)                                              | Polona Klemenčič, Kaja Marič (nur Staffel), Nika Vindišar, Kaja Zorč                                                        |
| Tschechien           | 4+5                  | Mikuláš Karlík, Michal Krčmář, Jakub Štvrtecký, Adam Václavík                                                                        | Lucie Charvátová, Markéta Davidová, Jessica Jislová, Eva Puskarčíková, Tereza Voborníková                                   |
| Ukraine              | 5+5                  | Anton Dudtschenko, Dmytro Pidrutschnyj, Artem Pryma, Artem Tyschtschenko, Bohdan Zymbal                                              | Darija Blaschko, Julija Dschyma, Anastassija Merkuschyna, Iryna Petrenko, Walentyna Semerenko                               |
| Amerika (2 Nationen) |                      | | |
| Kanada               | 4+4                  | Jules Burnotte, Christian Gow, Scott Gow, Adam Runnalls                                                                              | Megan Bankes, Sarah Beaudry, Emily Dickson, Emma Lunder                                                                     |
| Vereinigte Staaten   | 4+4                  | Václav Červenka, Sean Doherty, Max Durtschi, Maxime Germain                                                                          | Susan Dunklee, Clare Egan, Hallie Grossman, Deedra Irwin                                                                    |
| Asien (5 Nationen)   |                      | | |
| Japan                | (4)+4                | Tsukasa Kobonoki, Shohei Kodama (nur Staffel), Kōsuke Ozaki, Mikito Tachizaki                                                        | Asuka Hachisuka, Sari Maeda, Fuyuko Tachizaki, Yurie Tanaka                                                                 |
| Kasachstan           | (4)+(4)              | Danil Belezki (nur Staffel), Ässet Düissenow, Wladislaw Kirejew (nur Staffel), Alexander Muchin                                      | Jelisaweta Beltschenko, Darja Klimina, Anastassija Kondratjewa (nur Staffel), Galina Wischnewskaja-Scheporenko              |
| Mongolei             | 1                    | Enchsaichan Enchbat | |
| Südkorea             | 2+(4)                | Timofei Lapschin, Lee Su-young | Jekaterina Awwakumowa, Ko Eun-jung (nur Staffel), Mun Ji-hee, Kim Seon-su                                                   |
| Volksrepublik China  | (4)+(5)              | Zhang Chunyu, Yan Xingyuan, Cheng Fangming, Zhu Zhenyu (nur Staffel)                                                                 | Meng Fanqi (nur Staffel), Tang Jialin, Zhang Yan, Chu Yuanmeng, Ding Yuhuan                                                 |
| Ozeanien (1 Nation)  |                      | | |
| Neuseeland           | 1                    | Campbell Wright | |

## Ausgangslage
Marte Olsbu Røiseland und Quentin Fillon Maillet gingen in Ruhpolding vor leeren Zuschauerrängen als Weltcupführende an den Start. Einen Tag vor Beginn der Wettbewerbe wurde mitgeteilt, dass aufgrund der Beschlüsse der bayerischen Landesregierung auch dieser Weltcup ohne Zuschauer stattfinden muss. 

Im deutschen Team gab es mehrere Wechsel. Für Janina Hettich und Anna Weidel gingen Marion Wiesensarter und Debütantin Hanna Kebinger an den Start, im Tausch mit Lucas Fratzscher startete David Zobel. Franziska Preuß konnte erneut keinen Wettkampf bestreiten. Johannes Kühn wurde nach einem positiven Coronatest durch Philipp Horn ersetzt. Lena Häcki startete nach ihrer Erkältung wieder. 

Außer Røiseland und Tiril Eckhoff, die Wettkämpfe in Annecy und Oberhof nicht absolviert hat, sowie Johannes Bø (Heimreise) trainierte die gesamte norwegische A-Mannschaft in einem Höhentrainingslager in Italien.

## Ergebnisse
| 6. Weltcup in Ruhpolding, 10. bis 16. Januar 2022 | 6. Weltcup in Ruhpolding, 10. bis 16. Januar 2022 | 6. Weltcup in Ruhpolding, 10. bis 16. Januar 2022                                     | 6. Weltcup in Ruhpolding, 10. bis 16. Januar 2022                    | 6. Weltcup in Ruhpolding, 10. bis 16. Januar 2022                                |
| ------------------------------------------------- | ------------------------------------------------- | ------------------------------------------------------------------------------------- | -------------------------------------------------------------------- | -------------------------------------------------------------------------------- |
| Datum                                             | Disziplin                                         | Erster Platz                                                                          | Zweiter Platz                                                        | Dritter Platz                                                                    |
| 12. Januar 2022 (Mi.)                             | Sprint (7,5 km)                                   | Elvira Öberg                                                                          | Marte Olsbu Røiseland                                                | Dorothea Wierer                                                                  |
| 13. Januar 2022 (Do.)                             | Sprint (10 km)                                    | Quentin Fillon Maillet                                                                | Benedikt Doll                                                        | Anton Smolski                                                                    |
| 14. Januar 2022 (Fr.)                             | Staffel (4 • 6 km)                                | FrankreichAnaïs Chevalier-Bouchet Chloé Chevalier Justine Braisaz-Bouchet Julia Simon | SchwedenJohanna Skottheim Stina Nilsson Mona Brorsson Anna Magnusson | RusslandWalerija Wasnezowa Swetlana Mironowa Irina Kasakewitsch Kristina Reszowa |
| 15. Januar 2022 (Sa.)                             | Staffel (4 • 7,5 km)                              | RusslandSaid Karimulla Chalili Daniil Serochwostow Alexander Loginow Maxim Zwetkow    | DeutschlandErik Lesser Roman Rees Benedikt Doll Philipp Nawrath      | BelarusMikita Labastau Dsmitryj Lasouski Maksim Warabej Anton Smolski            |
| 16. Januar 2022 (So.)                             | Verfolgung (10 km)                                | Marte Olsbu Røiseland                                                                 | Elvira Öberg                                                         | Hanna Öberg                                                                      |
| 16. Januar 2022 (So.)                             | Verfolgung (12,5 km)                              | Quentin Fillon Maillet                                                                | Alexander Loginow                                                    | Anton Smolski                                                                    |

## Verlauf

### Sprint

#### Frauen
Start: Mittwoch, 12. Januar 2022, 14:30 Uhr
| Platz | Sportler                | Zeit    | Schießfehler |
| ----- | ----------------------- | ------- | ------------ |
| 1     | Elvira Öberg            | 19:45,2 | 0+0          |
| 2     | Marte Olsbu Røiseland   | +21,6   | 0+0          |
| 3     | Dorothea Wierer         | +29,7   | 0+0          |
| 4     | Dsinara Alimbekawa      | +30,2   | 0+0          |
| 5     | Justine Braisaz-Bouchet | +40,0   | 0+1          |
| 6     | Lisa Hauser             | +42,1   | 0+0          |
| 7     | Anaïs Bescond           | +48,2   | 0+0          |
| 8     | Swetlana Mironowa       | +50,9   | 0+0          |
| 9     | Linn Persson            | +55,9   | 0+0          |
| 9     | Mona Brorsson           | +55,9   | 0+1          |
| 0     |                         |         |              |
| 17    | Franziska Hildebrand    | +1:17,9 | 1+0          |
| 24    | Denise Herrmann         | +1:26,7 | 0+2          |
| 29    | Vanessa Voigt           | +1:36,7 | 0+1          |
| 32    | Federica Sanfilippo     | +1:41,4 | 1+0          |
| 38    | Lena Häcki              | +1:49,6 | 0+1          |
| 40    | Amy Baserga             | +1:53,2 | 1+0          |
| 45    | Elisa Gasparin          | +2:01,4 | 0+0          |
| 46    | Selina Gasparin         | +2:03,5 | 1+1          |
| 58    | Lotte Lie               | +2:20,4 | 2+0          |
| 60    | Vanessa Hinz            | +2:21,0 | 1+2          |
| 63    | Marion Wiesensarter     | +2:24,9 | 1+0          |
| 66    | Hanna Kebinger          | +2:31,9 | 0+0          |
| 75    | Samuela Comola          | +2:46,1 | 0+2          |
| 78    | Katharina Innerhofer    | +2:50,8 | 0+4          |
| 79    | Julia Schwaiger         | +2:52,0 | 2+1          |
| 80    | Aita Gasparin           | +2:54,4 | 0+3          |
| 83    | Christina Rieder        | +3:01,2 | 1+0          |
| 84    | Michela Carrara         | +3:02,1 | 1+2          |
| 89    | Lisa Vittozzi           | +3:10,3 | 4+1          |

Gemeldet: 112 
 Nicht am Start:  Kaja Zorč

#### Männer
Start: Donnerstag, 13. Januar 2022, 14:30 Uhr
| Platz | Sportler               | Zeit    | Schießfehler |
| ----- | ---------------------- | ------- | ------------ |
| 1     | Quentin Fillon Maillet | 23:23,7 | 0+0          |
| 2     | Benedikt Doll          | +7,2    | 0+0          |
| 3     | Anton Smolski          | +32,1   | 0+1          |
| 4     | Vytautas Strolia       | +33,6   | 0+0          |
| 5     | Tero Seppälä           | +41,9   | 0+0          |
| 6     | Erik Lesser            | +43,3   | 0+1          |
| 7     | Dmytro Pidrutschnyj    | +47,1   | 0+1          |
| 8     | Éric Perrot            | +49,4   | 0+0          |
| 9     | Simon Desthieux        | +50,4   | 1+0          |
| 10    | Joscha Burkhalter      | +51,7   | 0+0          |
| 0     |                        |         |              |
| 12    | Simon Eder             | +54,4   | 0+0          |
| 13    | Dominik Windisch       | +56,2   | 0+1          |
| 16    | Lukas Hofer            | +1:01,3 | 0+1          |
| 20    | Roman Rees             | +1:04,2 | 0+1          |
| 24    | David Zobel            | +1:10,8 | 0+1          |
| 33    | Thomas Bormolini       | +1:20,4 | 1+1          |
| 38    | Didier Bionaz          | +1:21,8 | 1+0          |
| 41    | Philipp Nawrath        | +1:24,7 | 2+1          |
| 59    | Philipp Horn           | +1:48,9 | 2+0          |
| 61    | Tommaso Giacomel       | +1:51,8 | 3+1          |
| 62    | Martin Jäger           | +1:54,9 | 0+2          |
| 64    | Niklas Hartweg         | +1:58,4 | 0+1          |
| 76    | David Komatz           | +2:10,4 | 1+1          |
| 77    | Harald Lemmerer        | +2:11,9 | 1+1          |
| 89    | Patrick Jakob          | +2:33,9 | 0+1          |
| 109   | Sebastian Stalder      | +3:32,5 | 2+3          |
| DNS   | Pjotr Dielen           |         |              |

Gemeldet: 116 
 Nicht am Start: 2

### Staffel

#### Frauen
Start: Freitag, 14. Januar 2022, 14:30 Uhr
| Platz | Land        | Sportler                                                                              | Zeit      | Strafrunden + Nachlader         |
| ----- | ----------- | ------------------------------------------------------------------------------------- | --------- | ------------------------------- |
| 1     | Frankreich  | Anaïs Chevalier-Bouchet Chloé Chevalier Justine Braisaz-Bouchet Julia Simon           | 1:10:50,0 | 0+0 0+2 0+0 0+0 0+0 0+1 0+0 0+0 |
| 2     | Schweden    | Johanna Skottheim Stina Nilsson Mona Brorsson Anna Magnusson                          | +35,1     | 0+0 0+0 0+0 0+1 0+0 0+0 0+0 0+1 |
| 3     | Russland    | Walerija Wasnezowa Swetlana Mironowa Irina Kasakewitsch Kristina Reszowa              | +1:12,2   | 0+0 0+2 0+1 0+1 0+1 0+0 0+0 0+1 |
| 4     | Deutschland | Vanessa Voigt Vanessa Hinz Franziska Hildebrand Denise Herrmann                       | +1,26,6   | 0+0 0+0 0+0 1+3 0+0 0+0 0+0 0+2 |
| 5     | Belarus     | Iryna Leschtschanka Dsinara Alimbekawa Jelena Krutschinkina Hanna Sola                | +1:27,8   | 0+1 0+0 0+0 0+1 0+0 0+0 1+3 0+2 |
| 6     | Italien     | Lisa Vittozzi Dorothea Wierer Samuela Comola Federica Sanfilippo                      | +1:28,4   | 0+1 0+0 0+2 0+1 0+0 0+1 0+0 0+2 |
| 7     | Norwegen    | Marte Olsbu Røiseland Karoline Offigstad Knotten Karoline Erdal Ragnhild Femsteinevik | +1:42,6   | 0+1 0+0 0+0 0+1 0+1 0+2         |
| 8     | Estland     | Regina Oja Tuuli Tomingas Susan Külm Johanna Talihärm                                 | +2:30,6   | 0+1 0+0 0+0 0+2 0+1 0+0         |
| 9     | Ukraine     | Iryna Petrenko Julija Dschyma Walentyna Semerenko Anastassija Merkuschyna             | +2:41,2   | 0+1 0+0 0+0 0+1 0+1 0+1 0+1 0+1 |
| 10    | Polen       | Monika Hojnisz-Staręga Kamila Żuk Natalia Tomaszewska Anna Mąka                       | +2:58,5   | 0+1 0+0 0+0 0+0 0+2 0+2 0+0 0+0 |
| 0     |             |                                                                                       |           |                                 |
| 14    | Schweiz     | Irene Cadurisch Elisa Gasparin Selina Gasparin Lena Häcki                             | +3:36,3   | 0+0 0+0 0+0 0+2 0+1 3+3 0+1 0+0 |
| 16    | Österreich  | Julia Schwaiger Katharina Innerhofer Anna Juppe Christina Rieder                      | +4:12,0   | 0+2 0+0 0+1 1+3 0+2 0+1 0+0 0+1 |

Gemeldet: 24 Nationen 
 Nicht am Start:  Bulgarien 
 Überrundet: 4

#### Männer
Start: Samstag, 15. Januar 2022, 14:30 Uhr
| Platz | Land        | Sportler                                                                         | Zeit          | Strafrunden + Nachlader         |
| ----- | ----------- | -------------------------------------------------------------------------------- | ------------- | ------------------------------- |
| 1     | Russland    | Said Karimulla Chalili Daniil Serochwostow Alexander Loginow Maxim Zwetkow       | 1:11:06,1     | 0+0 0+0 0+2 0+0 0+0 0+2 0+0 0+0 |
| 2     | Deutschland | Erik Lesser Roman Rees Benedikt Doll Philipp Nawrath                             | +7,0          | 0+0 0+1 0+0 0+0 0+1 0+0 0+0 0+0 |
| 3     | Belarus     | Mikita Labastau Dsmitryj Lasouski Maksim Warabej Anton Smolski                   | +23,0         | 0+2 0+0 0+0 0+1 0+1 0+1         |
| 4     | Italien     | Thomas Bormolini Dominik Windisch Didier Bionaz Lukas Hofer                      | +53,7         | 0+1 0+0 0+1 0+0 0+2 0+1 0+0 0+0 |
| 5     | Frankreich  | Fabien Claude Émilien Jacquelin Éric Perrot Quentin Fillon Maillet               | +1:15,0       | 1+3 0+1 0+0 0+0 0+2 0+2 0+2 0+0 |
| 6     | Ukraine     | Artem Pryma Dmytro Pidrutschnyj Bohdan Zymbal Anton Dudtschenko                  | +1:44,9       | 0+0 0+2 0+1 0+0 0+0 0+1 0+1 0+1 |
| 7     | Norwegen    | Aleksander Fjeld Andersen Sverre Dahlen Aspenes Johannes Dale Erlend Bjøntegaard | +2:00,6 (ADJ) | 0+2 0+3 0+2 0+0 0+0 0+3 0+0 0+0 |
| 8     | Schweden    | Peppe Femling Jesper Nelin Martin Ponsiluoma Sebastian Samuelsson                | +2:10,6       | 0+2 1+3 0+0 0+2 0+1 0+1 0+0 0+3 |
| 9     | Kanada      | Adam Runnalls Christian Gow Jules Burnotte Scott Gow                             | +2:32,0       | 0+2 0+1 0+0 0+1 0+0 0+3 0+2 2+3 |
| 10    | Schweiz     | Sebastian Stalder Jeremy Finello Martin Jäger Niklas Hartweg                     | +2:51,1       | 0+1 0+1 0+2 0+3 0+0 0+2 0+1 0+1 |
| 0     |             |                                                                                  |               |                                 |
| 12    | Österreich  | David Komatz Simon Eder Patrick Jakob Harald Lemmerer                            | +3:19,9       | 0+0 0+2 0+1 0+2 0+2 0+0         |

Gemeldet: 25 Nationen 
 Nicht am Start:  Moldau 
 Überrundet: 3
Während des ersten Stehendanschlags schoss Schwedens Startläufer Femling versehentlich auf die Scheiben des Norwegers Andersen. Nachdem letzterer davon sichtlich überrascht war, zunächst mehrere Strafrunden absolvierte und die Staffel nach der Platzierung auf Rang 15 im Ziel ankam, wurde bereits während des Rennens beschlossen, dem norwegischen Team eine zweiminütige Zeitgutschrift zu geben. Die Staffel Schwedens kam regulär als Achte ins Ziel.

### Verfolgung

#### Frauen
Start: Sonntag, 16. Januar 2022, 12:45 Uhr
| Platz | Sportler                | Zeit    | Schießfehler |
| ----- | ----------------------- | ------- | ------------ |
| 1     | Marte Olsbu Røiseland   | 30:55,0 | 0+0+0+0      |
| 2     | Elvira Öberg            | +20,8   | 1+1+0+0      |
| 3     | Hanna Öberg             | +32,4   | 0+0+0+1      |
| 4     | Anaïs Bescond           | +47,9   | 0+0+0+1      |
| 5     | Linn Persson            | +50,7   | 0+0+1+1      |
| 6     | Dsinara Alimbekawa      | +53,2   | 1+0+1+1      |
| 7     | Dorothea Wierer         | +53,5   | 1+1+0+1      |
| 8     | Julia Simon             | +57,8   | 0+1+0+0      |
| 9     | Justine Braisaz-Bouchet | +58,5   | 1+1+0+1      |
| 10    | Lisa Hauser             | +1:10,4 | 1+0+1+1      |
| 0     |                         |         |              |
| 20    | Franziska Hildebrand    | +2:32,1 | 0+0+3+0      |
| 23    | Lena Häcki              | +2:35,4 | 0+0+1+2      |
| 26    | Vanessa Hinz            | +2:42,5 | 0+0+2+0      |
| 28    | Vanessa Voigt           | +2:54,3 | 0+0+2+0      |
| 30    | Federica Sanfilippo     | +2:56,1 | 0+0+0+2      |
| 32    | Lotte Lie               | +2:57,7 | 0+0+0+1      |
| 40    | Elisa Gasparin          | +3:30,0 | 0+0+1+2      |
| 42    | Amy Baserga             | +3:57,5 | 2+0+1+0      |
| 48    | Selina Gasparin         | +4:32,0 | 1+0+1+2      |
| DNS   | Denise Herrmann         |         |              |

Gemeldet: 60 
 Nicht am Start: 7

#### Männer
Start: Sonntag, 16. Januar 2022, 14:45 Uhr
| Platz | Sportler               | Zeit    | Schießfehler |
| ----- | ---------------------- | ------- | ------------ |
| 1     | Quentin Fillon Maillet | 31:30,6 | 1+0+0+1      |
| 2     | Alexander Loginow      | +8,8    | 0+0+1+0      |
| 3     | Anton Smolski          | +13,1   | 1+1+0+0      |
| 4     | Simon Desthieux        | +22,4   | 1+1+0+0      |
| 5     | Vytautas Strolia       | +30,4   | 1+0+0+0      |
| 6     | Erik Lesser            | +37,9   | 0+0+0+1      |
| 7     | Sebastian Samuelsson   | +40,8   | 1+0+0+2      |
| 8     | Jakov Fak              | +41,0   | 0+1+0+0      |
| 9     | Maxim Zwetkow          | +44,4   | 0+0+0+2      |
| 10    | David Zobel            | +47,3   | 0+0+0+1      |
| 11    | Benedikt Doll          | +49,0   | 0+0+2+2      |
| 0     |                        |         |              |
| 14    | Simon Eder             | +1:03,3 | 0+0+0+2      |
| 15    | Philipp Nawrath        | +1:15,8 | 0+1+2+0      |
| 16    | Lukas Hofer            | +1:17,7 | 1+0+1+1      |
| 18    | Thomas Bormolini       | +1:18,4 | 0+1+1+0      |
| 22    | Dominik Windisch       | +1:32,1 | 0+2+1+1      |
| 23    | Roman Rees             | +1:37,5 | 1+0+0+1      |
| 29    | Joscha Burkhalter      | +2:01,1 | 0+1+0+1      |
| 35    | Philipp Horn           | +2:24,6 | 2+1+0+0      |
| 44    | Didier Bionaz          | +2:48,7 | 1+1+1+1      |

Gemeldet: 60 
 Nicht am Start: 2
Durch die extrem kurzen Zeitabstände im Sprint gab es beim ersten Liegendschießen einen Stau der Athleten am Schießstand, wonach einige Sportler, darunter Nawrath und Bionaz, mehrsekündige Zeitgutschriften bekamen. Wladimir Iliew bekam mit 13 Sekunden die meiste Zeit gutgeschrieben.

## Auswirkungen
| Rang | Name                       | Punkte | Siege | Verän- derung |
| ---- | -------------------------- | ------ | ----- | ------------- |
| 1    | Quentin Fillon Maillet     | 581    | 5     |               |
| 2    | Sebastian Samuelsson       | 484    | 2     |               |
| 3    | Émilien Jacquelin          | 470    | 1     |               |
| 4    | Tarjei Bø                  | 404    | 0     |               |
| 5    | Vetle Sjåstad Christiansen | 379    | 1     |               |
| 6    | Alexander Loginow          | 377    | 1     |               |
| 7    | Anton Smolski              | 360    | 0     |               |
| 8    | Simon Desthieux            | 345    | 0     |               |
| 9    | Sturla Holm Lægreid        | 344    | 1     |               |
| 10   | Johannes Thingnes Bø       | 343    | 1     |               |

| Rang | Name                    | Punkte | Siege | Verän- derung |
| ---- | ----------------------- | ------ | ----- | ------------- |
| 1    | Marte Olsbu Røiseland   | 651    | 6     |               |
| 2    | Elvira Öberg            | 563    | 3     |               |
| 3    | Dsinara Alimbekawa      | 499    | 0     |               |
| 4    | Hanna Öberg             | 482    | 1     |               |
| 5    | Lisa Hauser             | 451    | 1     |               |
| 6    | Hanna Sola              | 407    | 1     |               |
| 7    | Anaïs Bescond           | 371    | 0     |               |
| 8    | Anaïs Chevalier-Bouchet | 359    | 0     |               |
| 9    | Markéta Davidová        | 334    | 1     |               |
| 10   | Dorothea Wierer         | 330    | 0     |               |

## Debütanten
Folgende Athleten nahmen zum ersten Mal an einem Biathlon-Weltcup teil. Dabei kann es sich sowohl um Individualrennen, als auch um Staffelrennen handeln.
| Männer                 | Frauen              |
| ---------------------- | ------------------- |
| Sverre Dahlen Aspenes  | Hanna Kebinger      |
| Sindre Fjellheim Jorde | Juni Arnekleiv      |
| Maxime Germain         | Natalia Tomaszewska |
|                        | Kaja Marič          |